# Torekulla kyrka

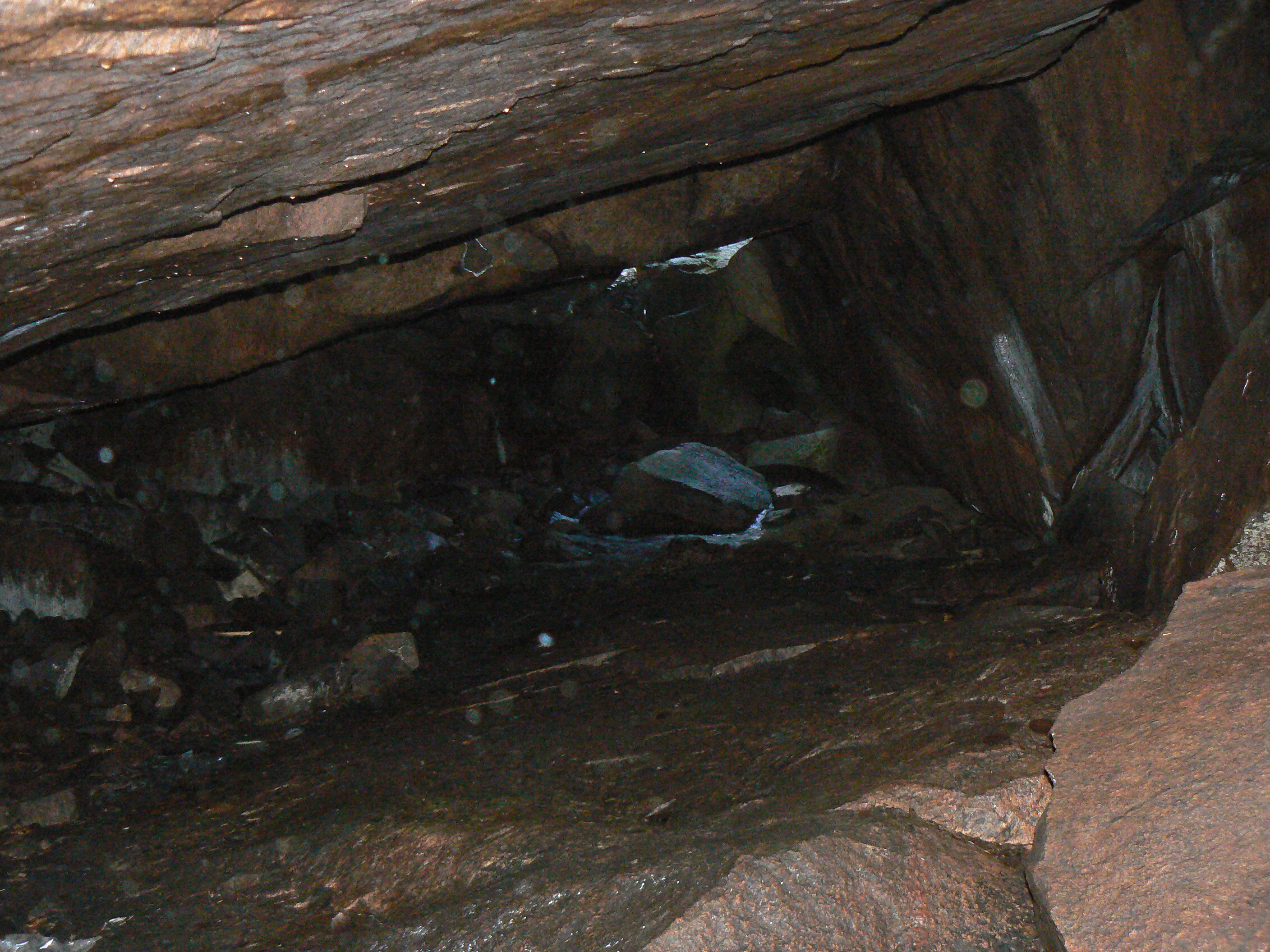
Inuti Torekulla kyrka

Torekulla kyrka är en neotektonisk grotta i Finspångs kommun i norra Östergötland. Den är sprickgrotta. Torekulla kyrka är belägen cirka sju kilometer västnordväst om Finspång.